# Stichting Geologische Activiteiten
De Stichting Geologische Activiteiten, ook wel kortweg: Stichting GEA of GEA genoemd, was een stichting die in 1968 is opgericht, met als doelstelling de verbreiding van de belangstelling voor de geologie onder amateurs. Zij richtte zich vooral op mineralen en fossielen. De stichting was in Nederland onderverdeeld in kringen of afdelingen.
De stichting is inmiddels met de Nederlandse Geologische Vereniging samengegaan in de Landelijke Vereniging voor Geologische Activiteiten.
- Landelijke Vereniging voor Geologische Activiteiten